# Gaumer-Stacheltaschenmaus
Die Gaumer-Stacheltaschenmaus (Heteromys gaumeri) ist eine Art der Stacheltaschenmäuse, die auf der Halbinsel  Yucatán in Teilen des südöstlichen Mexiko, im Norden von Belize sowie im Norden von Guatemala vorkommt.

## Merkmale
Die Gaumer-Stacheltaschenmaus erreicht eine Kopf-Rumpf-Länge von durchschnittlich 12,5 Zentimetern bei den Männchen und durchschnittlich 12,3 Zentimetern bei den Weibchen, das Gewicht liegt bei 43 bis 70 Gramm. Der Schwanz wird durchschnittlich 15,1 bzw. 14,6 Zentimeter lang. Die durchschnittliche Ohrlänge beträgt 16 Millimeter und die durchschnittliche Hinterfußlänge 34 Millimeter. Es handelt sich damit um eine mittelgroße Art der Gattung, die Männchen sind durchschnittlich etwas größer als die Weibchen. Das Fell der ausgewachsenen Tiere ist rau und beinhaltet einzelne versteifte, weiche und stachelähnliche Haare auf dem Rücken und den Körperseiten. Das Rückenfell ist orange-sandfarben bis grau mit deutlicher ockerfarbener Sprenkelung. Auf den Seiten befindet sich ein deutliches und breites ockerfarbenes Band, dass sich bis auf die Wangen und die Beine zieht, die Bauchseite ist weiß. Die Ohren sind grauschwarz mit weißer Randung.
Die vorderen Bereiche der Sohlen der Hinterfüße sind leicht behaart und besitzen sechs Tuberkel. Der Schwanz ist behaart und zweifarbig, die Oberseite ist dunkler als die Unterseite und die Schwanzspitze läuft in einen deutlichen Haarbüschel aus. Der Karyotyp besteht aus einem diploiden Chromosomensatz aus 2n = 56 Chromosomen (FN=76).
Im Vergleich zur teilweise sympatrisch vorkommenden Desmarest-Stacheltaschenmaus (Heteromys desmaresti) ist die Gaumer-Stacheltaschenmaus in fast allen Maßen kleiner mit Ausnahme der verhältnismäßig großen Paukenhöhlen. In den Gebieten, in denen beide Arten vorkommen, ist die Seitenlinie der Gaumer-Stacheltaschenmaus schmaler und weniger stark ausgeprägt.

## Verbreitung

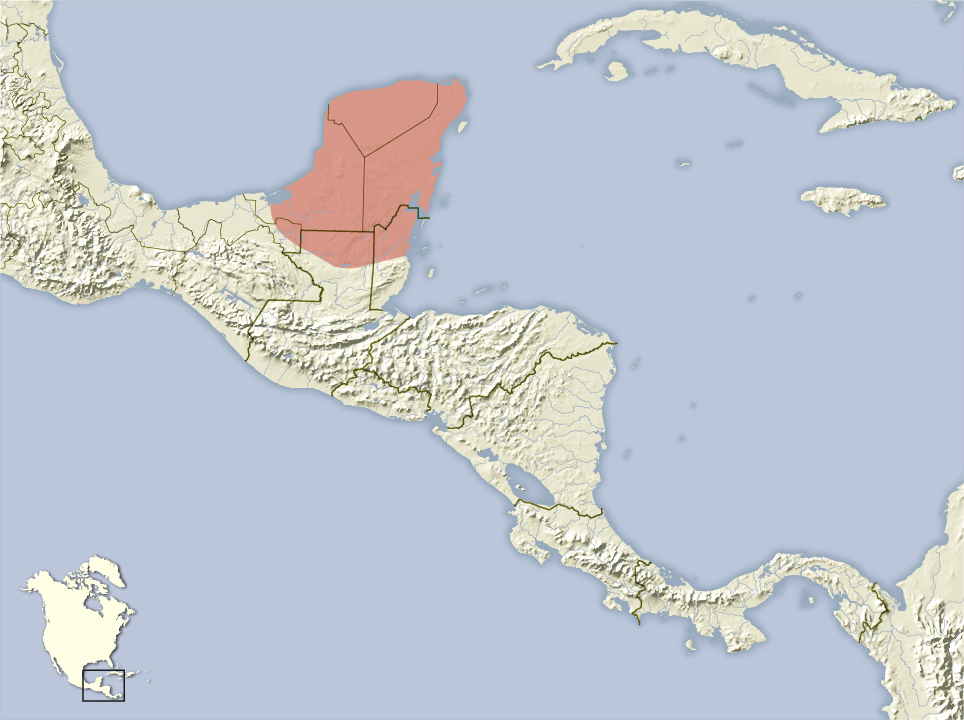
Verbreitungsgebiet der Gaumer-Stacheltaschenmaus

Das Verbreitungsgebiet der Gaumer-Stacheltaschenmaus befindet sich auf der Halbinsel  Yucatán in Teilen des südöstlichen Mexiko in den Bundesstaaten Yucatán, Campeche, Quintana Roo und  Tabasco sowie im Norden der angrenzenden Staaten Belize und Guatemala, wo die Art in Höhen vom Meeresspiegel bis etwa 100 Metern lebt.

## Lebensweise
Die Gaumer-Stacheltaschenmaus lebt in verschiedenen Waldhabitaten ihres Verbreitungsgebietes. Das Lebensraumspektrum reicht von mittelhohen ganzjährigen Regenwaldgebieten im Süden bis zu trockeneren und laubwerfenden Gebüschen und Dornwäldern im Norden und Nordwesten. Die Art kommt regelmäßig in landwirtschaftlich genutzten Flächen vor und man findet sie auch in Ruderalgebieten an den Straßen und an Zuckerrohr- und Maisfeldrändern sowie in Gebüschen und Dorngebüschen an Wasserläufen. In den Gebieten, in denen sie gemeinsam mit der Desmarest-Stacheltaschenmaus vorkommt, lebt sie in trockeneren und saisonal belaubten Wäldern, während die Desmarest-Stacheltaschenmaus die tropischen und feuchten Regenwaldgebiete nutzt.
Die Tiere sind nachtaktiv und bodenlebend, über ihre Lebensweise liegen ansonsten nur wenig Informationen vor. Sie leben als Einzelgänger und bilden wahrscheinlich feste Territorien. Die Fortpflanzungszeit beginnt zum Ende der Trockenzeit im April und zieht sich bis zum Ende der Regenzeit im Januar. Die geschlechtsreifen Weibchen gebären in dieser Zeit mehrere Würfe mit jeweils zwei bis fünf Jungtieren.

## Systematik
Die Gaumer-Stacheltaschenmaus wird als eigenständige Art innerhalb der Gattung der Stacheltaschenmäuse (Heteromys) eingeordnet, die aus 16 Arten besteht. Die wissenschaftliche Erstbeschreibung stammt von Joel Asaph Allen und Frank Michler Chapman aus dem Jahr 1897, die sie bereits als Heteromys gaumeri aus der Ruinenstadt Chichén Itzá auf der Halbinsel Yucatán einführten und nach dem Tiersammler George F. Gaumer benannten.
Innerhalb der Art werden neben der Nominatform keine weiteren Unterarten unterschieden.

## Status, Bedrohung und Schutz
Die Gaumer-Stacheltaschenmaus wird von der  International Union for Conservation of Nature and Natural Resources (IUCN) als nicht gefährdet (least concern) eingeordnet. Begründet wird dies durch die stabile Population und das häufige Vorkommen der Art. Sie tritt in mehreren Schutzgebieten auf.

## Belege
1. 1 2 3 4 5 6 7 8 9 10  Gaumer's Spiny Pocket Mouse. In: David J. Hafner: Subfamily Heteromyoninae, Genus Heteromys. In: Don E. Wilson, T.E. Lacher, Jr., Russell A. Mittermeier (Herausgeber): Handbook of the Mammals of the World: Lagomorphs and Rodents 1. (HMW, Band 6) Lynx Edicions, Barcelona 2016, S. 199. ISBN 978-84-941892-3-4.
2. ↑  „Gaumer“ In: Bo Beolens, Michael Grayson, Michael Watkins: The Eponym Dictionary of Mammals. Johns Hopkins University Press, 2009; S. 149; ISBN 978-0-8018-9304-9.
3. ↑   Heteromys (Heteromys) gaumeri. In: Don E. Wilson, DeeAnn M. Reeder (Hrsg.): Mammal Species of the World. A taxonomic and geographic Reference. 2 Bände. 3. Auflage. Johns Hopkins University Press, Baltimore MD 2005, ISBN 0-8018-8221-4.
4. ↑  Heteromys gamumeri in der Roten Liste gefährdeter Arten der IUCN 2018. Eingestellt von: F. Reid, E. Vázquez, 2016. Abgerufen am 27. Dezember 2018.